# Orden del Servicio a la Patria
La Orden del Servicio a la Patria (en bielorruso: Ордэн «За службу Радзіме») es una condecoración estatal de la República de Bielorrusia. Fue establecida por la Ley de la República de Bielorrusia de fecha 13 de abril de 1995 N.º 3726-XII, titulada «Sobre los premios estatales de la República de Bielorrusia». Se otorga a los militares de los distintos órganos de seguridad y defensa del estado por logros significativos en el desempeño del deber militar. Se trata de la única de las órdenes bielorrusas que ha sobrevivido del sistema de condecoraciones soviético prácticamente sin cambios.

## Criterios de concesión
La Orden del Servicio a la Patria se otorga a los militares, personal superior y alistado de los órganos del interior, Comisión de Investigación, Comisión Estatal de Instrucción Forense, órganos de investigación financiera de la Comisión Estatal de Control, órganos y divisiones para situaciones de emergencia en reconocimiento de:
- Desempeño ejemplar del deber militar, logrando un alto entrenamiento de combate de unidades subordinadas y unidades militares de las Fuerzas Armadas de la República de Bielorrusia, otras tropas y formaciones militares de la República de Bielorrusia, que se crean de conformidad con la legislación de la República de Bielorrusia;
- Mantener una alta preparación para el combate de las tropas, asegurando la capacidad defensiva de la República de Bielorrusia;
- La valentía y dedicación demostrada en el desempeño del deber militar;
- Méritos especiales en el fortalecimiento de la seguridad del Estado, la protección de la frontera estatal y el combate a la delincuencia;
- Otros servicios a la Patria.

La Orden consta de tres grados. El grado más alto de la orden es el 1.er grado. La adjudicación se realiza de forma secuencial: primero el tercero, luego el segundo y finalmente el primer grado.
Las personas galardonadas previamente con la Orden del Servicio a la Patria en las Fuerzas Armadas de la URSS, son nominadas para la Orden de Servicio a la Patria de la siguiente clase.
La insignia de la orden se lleva en el lado izquierdo del pecho y, en presencia de otras órdenes y medallas de la República de Bielorrusia, se coloca en orden de prevalencia de grados después de la Orden de la Gloria Militar.

## Descripción
La Orden del Servicio a la Patria de 1.er grado es una estrella convexa de ocho puntas. Los extremos de la estrella, realizados en forma de rayos dorados que parten del centro, se alternan con extremos lisos cubiertos con esmalte azul y bordeados por un borde dorado. Las partes superior e inferior doradas de dos cohetes cruzados están representados en los extremos lisos de la estrella.
En la parte central de la orden, sobre una corona de hojas de roble, hay una estrella dorada de cinco puntas, enmarcada por un cinturón, en la parte inferior del cual hay una rama de laurel dorada, en la parte superior, cubierta de esmalte blanco, está la inscripción «За службу Радзіме» (Por servicio a la Patria). Los bordes del cinturón están dorados. Una estrella y una faja se superponen a las alas de plata oxidada y una espada.
En la Orden del Servicio a la Patria de 2.do grado, los extremos de la estrella, hechos en forma de rayos, están plateados, mientras que las partes superior e inferior de los cohetes cruzados, los bordes de los extremos lisos de la estrella. y el asterisco en el centro están dorados.
La insignia de la Orden del Servicio a la Patria de 1.er grado está realizada en plata dorada, la de 2.er grado en plata parcialmente dorada y la de 3.er grado en plata sin dorar.
La insignia de la orden mide 65 mm entre los extremos lisos opuestos y 58 mm entre los rayos. El reverso de la orden es liso con el número de serie de la condecoración grabado en el centro. En la parte posterior hay un pasador ranurado con una tuerca para sujetar la condecoración a la ropa.
La medalla está conectada con un ojal y un anillo a un bloque pentagonal cubierto con una cinta muaré de seda azul con franjas longitudinales amarillas en el medio: una franja para el primer grado, dos franjas para el segundo grado y tres franjas para el tercer grado.

## Medallas y cintas
| 1.er grado           | 2.do grado | 3.er grado |
| -------------------- | ---------- | ---------- |
|                      |            |            |
| Cintas de la medalla |            |            |
|                      |            |            |